# 帕氏卉鱂
帕氏卉鱂，為輻鰭魚綱鯉齒目鯉齒亞目花鳉科的其中一種，分布於非洲西部及中部的淡水流域，體長可達3.5公分，棲息在溪流、沼澤，屬肉食性，生活習性不明，可作為觀賞魚。

## 擴展閱讀
維基物種上的相關：帕氏卉鱂